# Dóra Dávid
Dóra Dávid, née le 14 mars 1985 à Pécs, est une femme politique hongroise. Membre du parti Tisza, elle est élue député européenne lors des élections européennes de 2024.

## Biographie
Dóra Dávid naît le 14 mars 1985 à Pécs mais vit à Londres à partir de ses 16 ans. Elle étudie au King's College, puis à l'université de Cambridge. Grâce au programme Erasmus, elle suit des cours d'allemand à l'université de Heidelberg ; elle parle également l'espagnol.
Avant d'entamer une carrière politique, elle effectue des stages et du bénévolat auprès de la Commission européenne et de l'Organisation des Nations unies. Elle travaille comme conseillère pour l'entreprise Meta au Royaume-Uni, mais aussi pour  (en) et The Jamie Oliver Group.
En avril 2024, elle est choisie par Péter Magyar pour figurer en deuxième position sur la liste du Parti Respect et liberté (Tisza) en vue des élections européennes de 2024. Le 9 juin 2024, elle est élue députée européenne,. 